# Muricopsis matildae
Muricopsis matildae là một loài ốc biển cỡ nhỏ, là động vật thân mềm chân bụng sống ở biển thuộc họ Muricidae, họ ốc gai.
Đây là loài đặc hữu của São Tomé và Príncipe.